# Francisque ainé

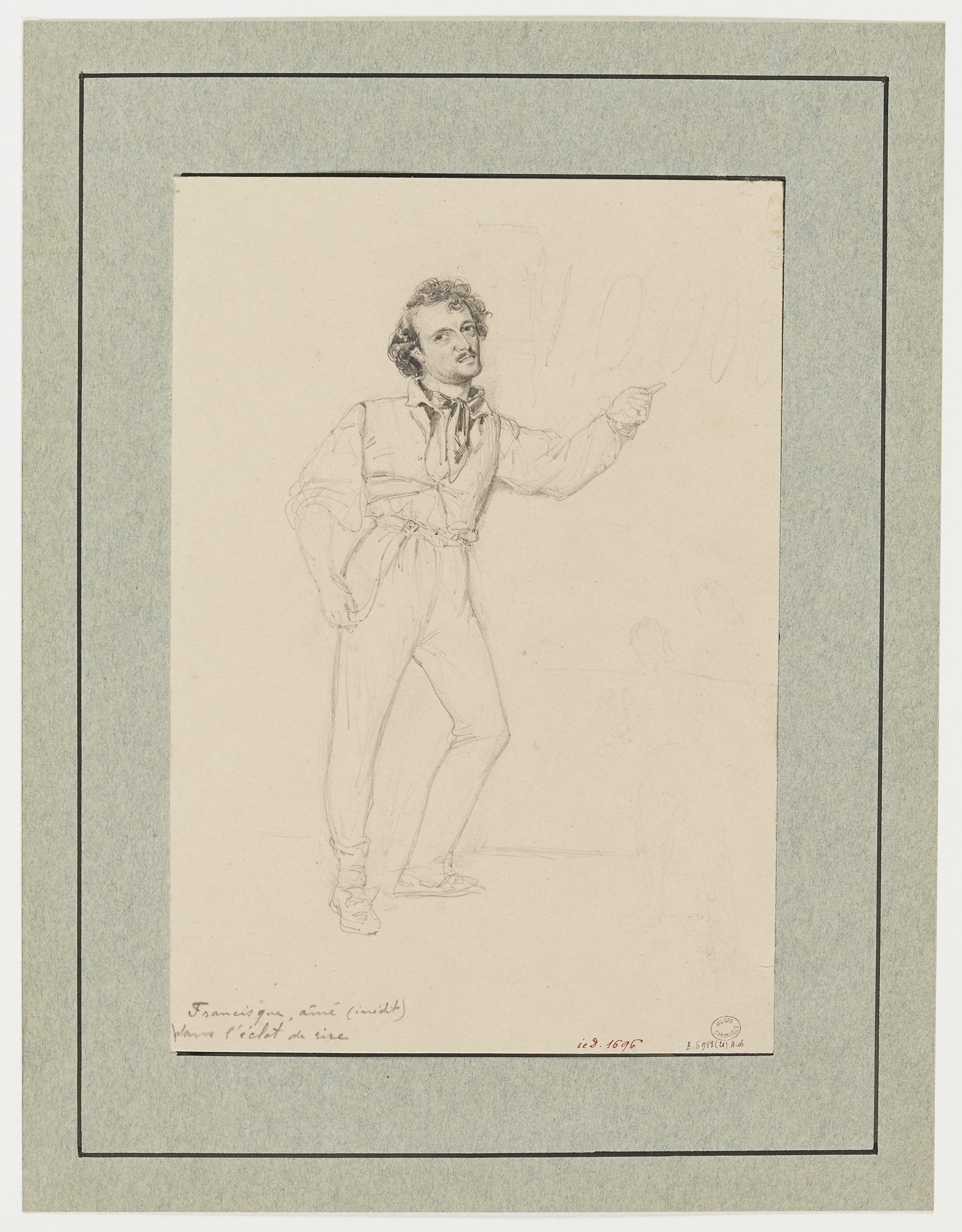
Francisque ainé, gezeichnet von Alexandre Lacauchie

Francisque ainé, bürgerlich Jacques-Antoine-Francois Hutin (* 25. November 1796 in Paris; † 28. Juni 1842 ebenda), war ein französischer Bühnenschauspieler.

## Biographie
Francisques Vater war Konstrukteur und dessen Vater wiederum hatte sich durch die Erfindung einer Donnermaschine für die Bühne verdient gemacht. So bestand von vornherein ein Bezug zum Theater.
Francisque war als Soldat in der Napoleonische Armee in Deutschland stationiert, wurde mehrmals verwundet und mehrfach versetzt und bekleidete bei seiner Entlassung den Rang eines Unteroffiziers. So war er bereits 20 Jahre alt, als er 1816 nach Paris zurückkam.
Als Schauspieler trat Francisque erst im Jahr 1821, im Théâtre du Gymnase Marie Bell, in Erscheinung. Anfangs wirkte er in den Rollen des Liebhabers weder elegant noch geschickt und er wurde auch bisweilen ausgebuht. Francisque bewies aber Durchhaltevermögen und sein ausdrucksvolles Gesicht ermöglichten ihm ein kraftvolles Spiel. 1825 wechselte er ins Théâtre de la Gaîté, wo er in mehreren Stücken positiv auffiel und auch seine Parodie auf Frédérick Lemaître mehrte seinen Ruhm.
Im Théâtre du Gymnase blieb Francisque bis ins Jahr 1828. Anschließend gab er ein Gastspiel in London, von dem er bereits zwei Jahre später zurückkehrte. Sein nächstes Engagement trat er im Théâtre de l’Ambigu-Comique an, wo sein Erfolg einen ersten Höhepunkt erreichte, indem er bis 1834 in allen Stücken mit der männlichen Hauptrolle besetzt wurde. Seine nächste berufliche Station war das Théâtre des Variétés. Er bekam dort ein ungewöhnlich hohes Fixum zuzüglich eines Handgeldes für jeden Auftritt. Dort prägte er für viele Jahre die Rollen des Colonels im Stück Prussiens en Lorraine und des André in Éclat de rire sowie des Chenu in Dot de Suzette.
Durch eine plötzliche Krankheit blieb Francisque der Bühne fern und starb überraschend im Alter von 46 Jahren.
Böse Zungen behaupteten später, dass das die Folgen seines krampfhaften Gelächters, in Éclat der rire, gewesen seien.

## Sonstiges
Francisque ainé hatte einen jüngeren Bruder, der nur kurz nach ihm debütierte und ebenfalls den Künstlernamen Francisque gewählt hatte. Deshalb gab er sich den Namenszusatz ainé, für den Erstgeborenen und sein Bruder sich Francisque jeune, für den Jungen.